# Asia Topic
Asia Topic — 15-местный микроавтобус производства Asia Motors. Вытеснен с конвейера моделью Kia Pregio Grand.
Автомобиль производился с 1 октября 1987 года. Он комплектовался кузовом Kia Besta и разрабатывался на платформе SR. За всю историю производства автомобиль оснащался двигателем внутреннего сгорания XA 2.5. Конкурентами являются автомобили Hyundai Grace и SsangYong Istana Omni. В феврале 1991 года автомобиль прошёл фейслифтинг. Двигатель XA 2.5 был заменён двигателем SS 2.7. С 1995 года автомобиль оснащался двигателем Kia J2.
К окончанию производства было выпущено 69315 экземпляров. Производство завершилось в январе 2000 года.

## Галерея

Asia Topic
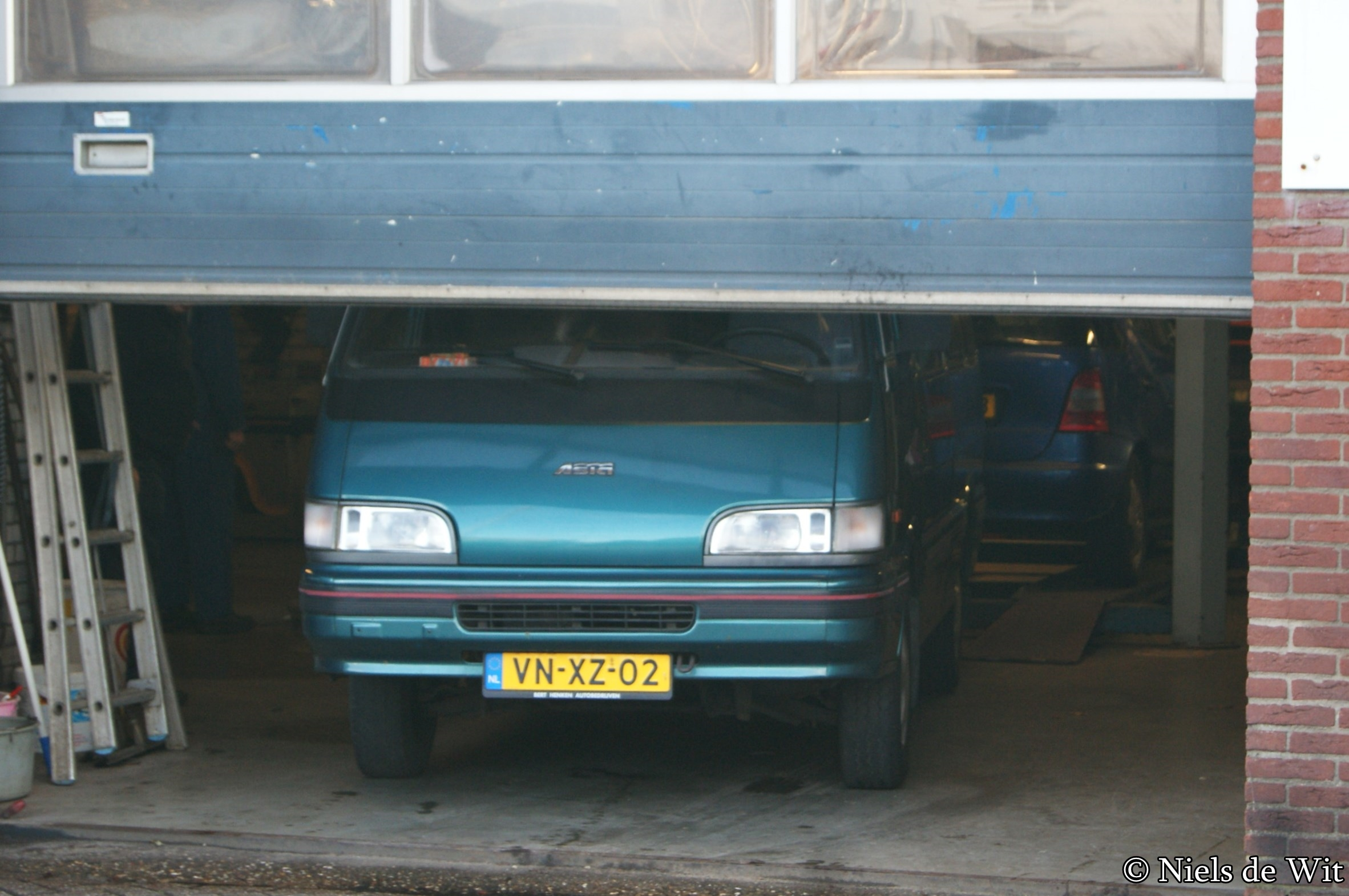
Asia Hi-Topic
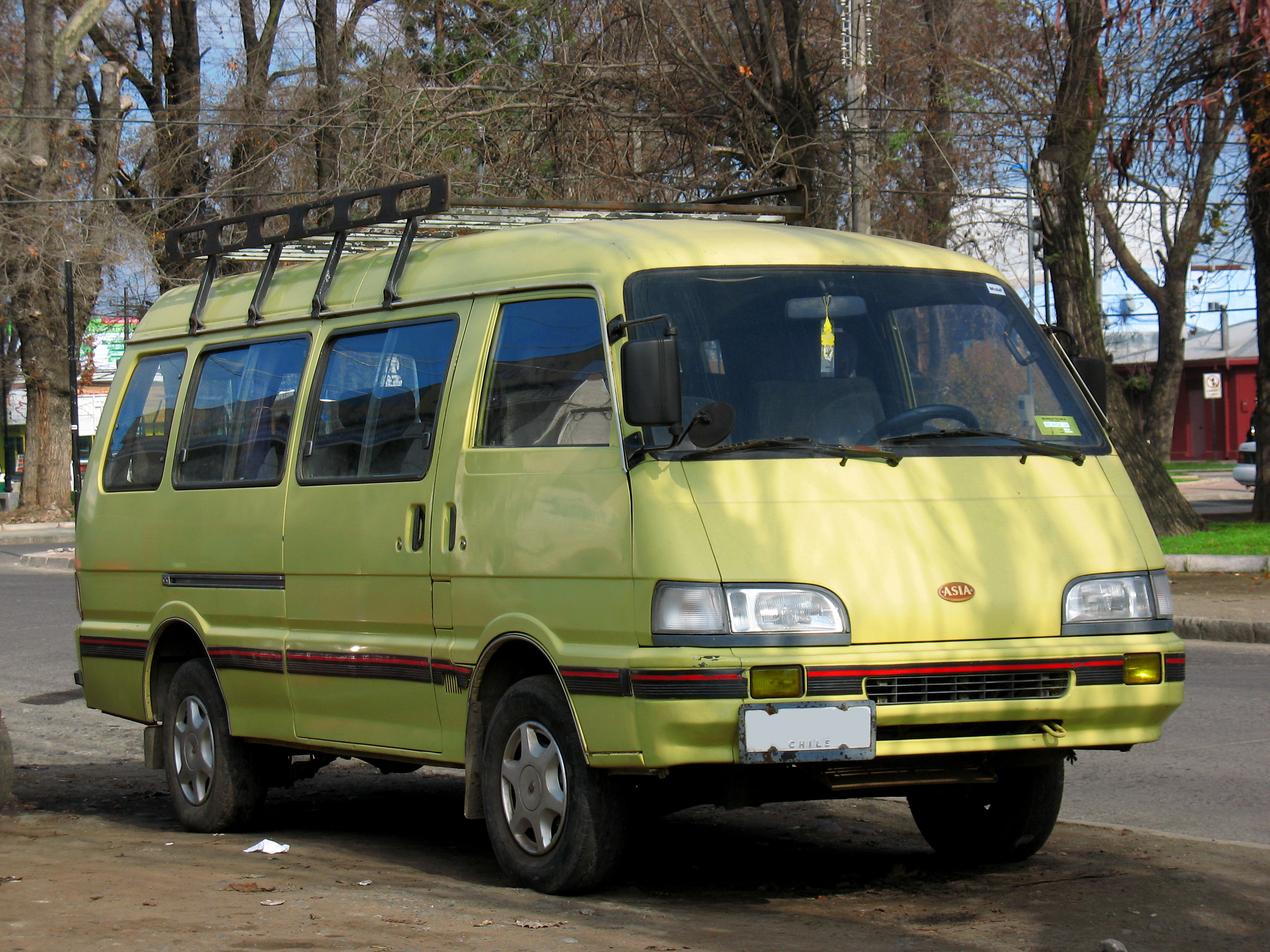
Asia Topic 2.7d
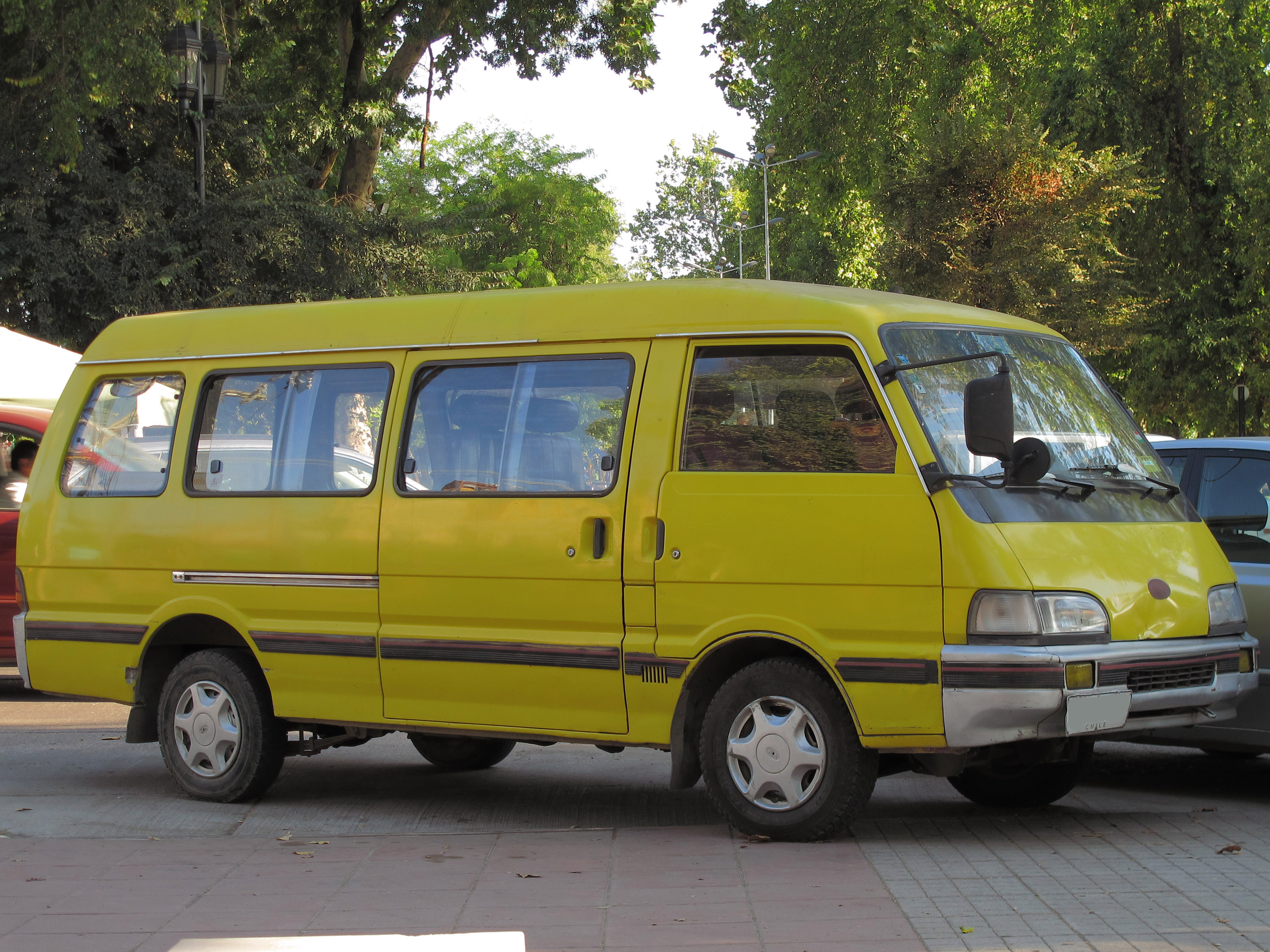
Asia Topic 2.7d
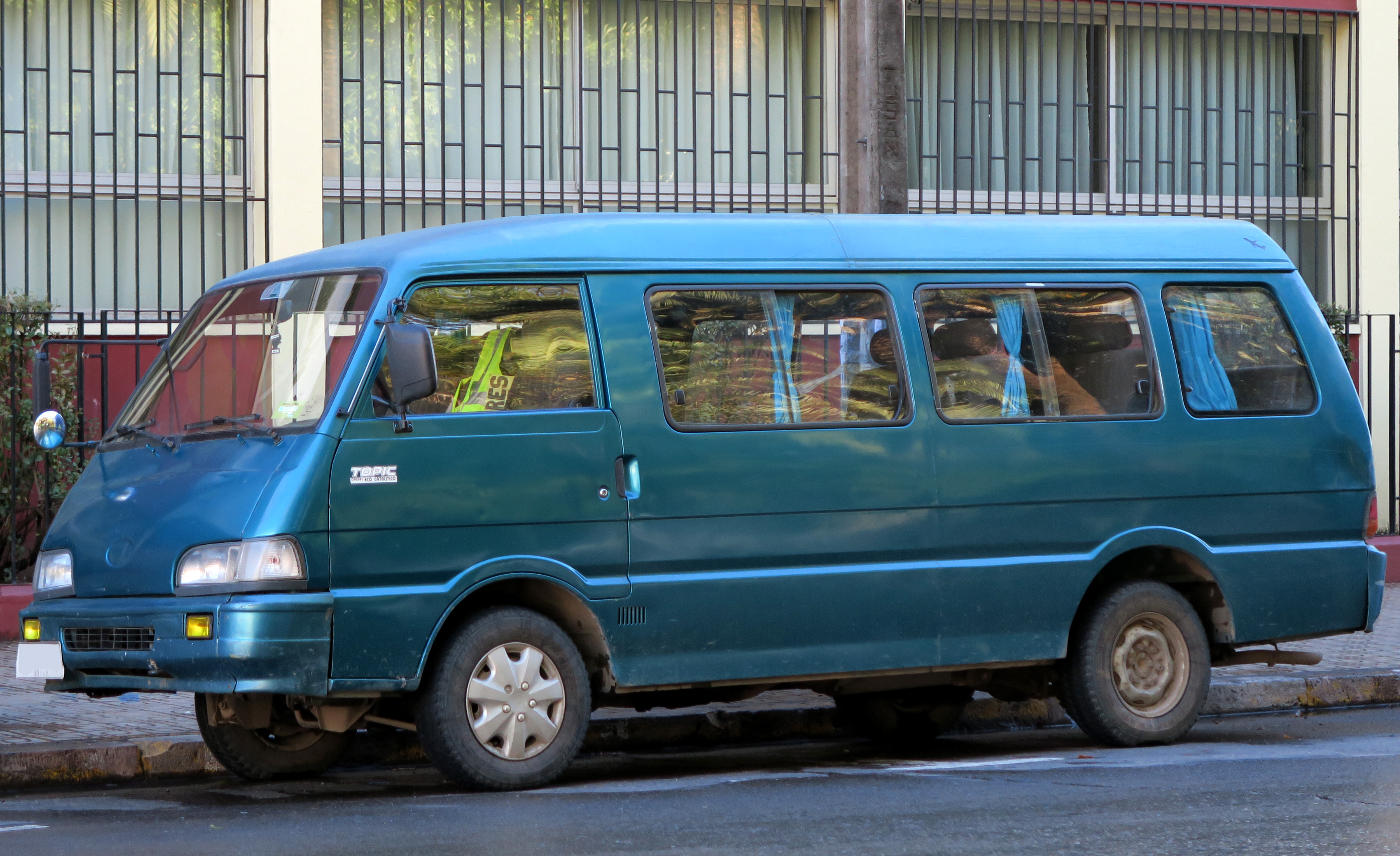
Asia Topic 2.7d
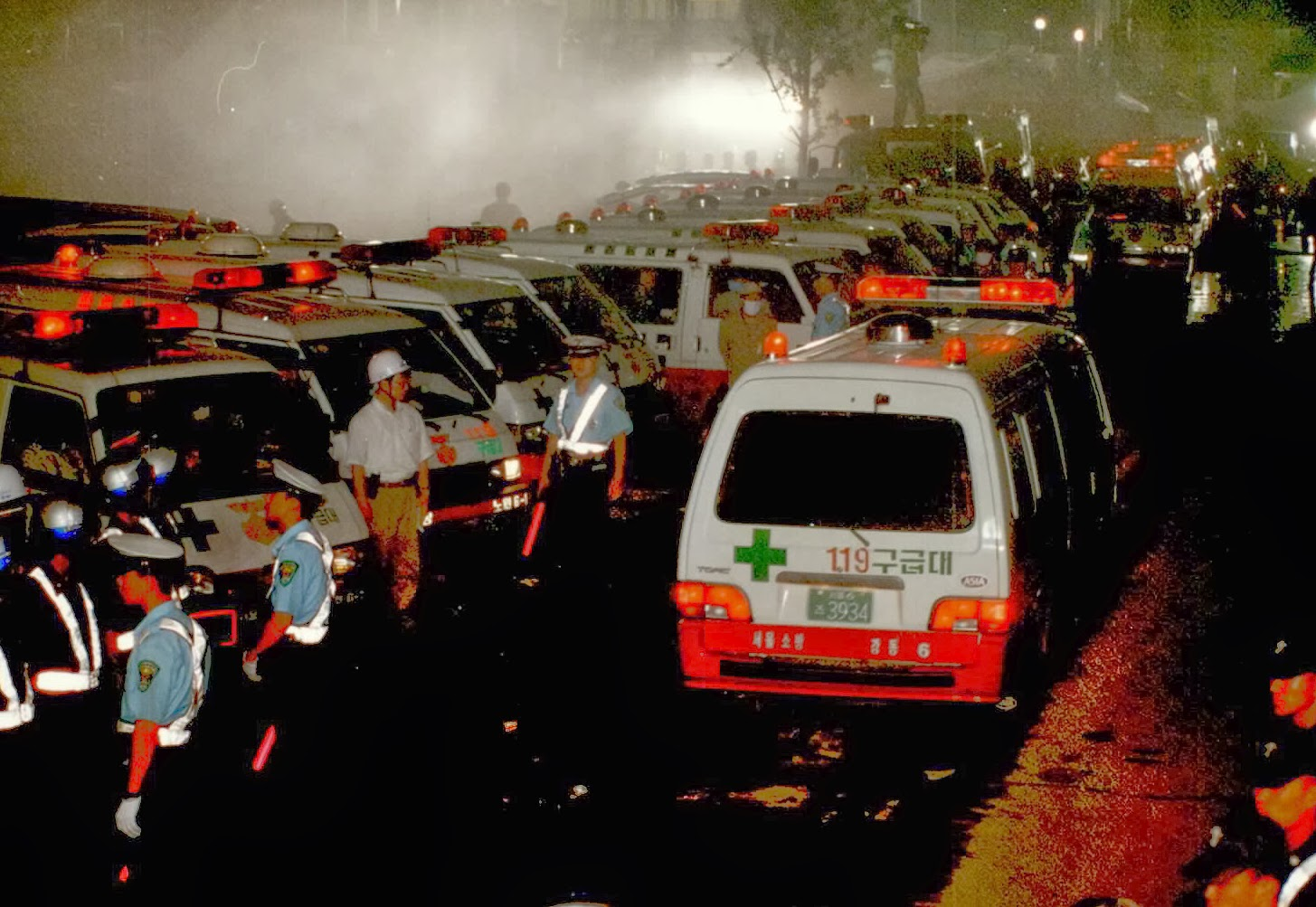
Сборка автомобиля